# Roque Emilio Pietrafesa
Roque Emilio Pietrafesa Ramírez (Montevideo, 9 de enero de 1898- 4 de agosto de 1963) fue un músico, compositor y director de orquesta uruguayo con principal actividad en orquestas de tango.

## Biografía
Compuso la música para los campeones de 1930 con letra de Fernán Silva Valdés y fue grabada por la orquesta de Miguel Pietrafesa en 1950.

## Obras
- Marcha triunfal (para canto y piano), ca.1928
- Declaración, con letra de Fernán Silva Valdez
- Hijo e'Tigre, con letra de Fernán Silva Valdez[2]
- A los campeones. con letra de Fernán Silva Valdez, música de Roque Pietrafesa, Miguel Pietrafesa (grabada en 1950)